# Astronomia dei neutrini

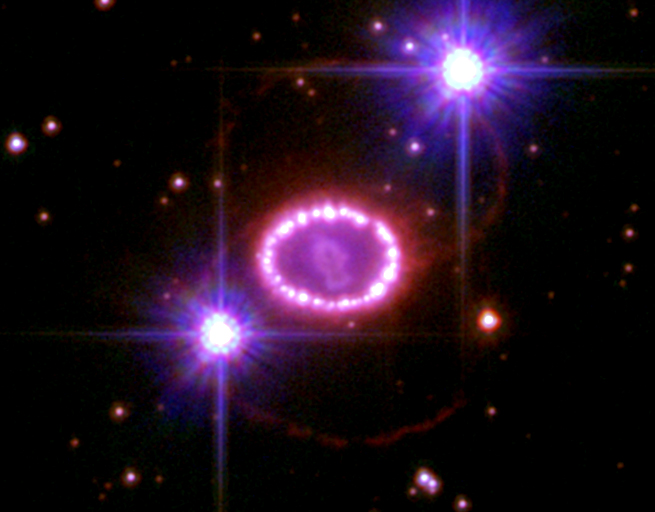
Le supernovae costituiscono una grande fonte di neutrini. Nell'immagine, il resto in espansione di SN 1987A, una supernova di tipo II-P nella Grande Nube di Magellano. NASA

L'astronomia dei neutrini è quella branca dell'astronomia che osserva gli oggetti astronomici tramite rivelatori di neutrini in speciali osservatori. Le reazioni di fusione nucleare all'interno delle stelle e le esplosioni delle supernovae producono grandi quantità di neutrini, dei quali solo una minima parte può tuttavia essere misurata. L'astronomia dei neutrini trova il suo impiego principale nella possibilità di osservare processi e strutture inaccessibili alle normali attrezzature ottiche, come i fenomeni nucleari nel nucleo solare.

## Sfide osservative
I neutrini interagiscono con la materia in maniera molto scarsa: ad esempio, il grande flusso di neutrini proveniente dal Sole, è sufficiente a produrre un'interazione ogni 1036 atomi colpiti; il risultato di queste interazioni è l'emissione di alcuni fotoni oppure un atomo trasmutato. L'osservazione dei neutrini richiede pertanto che il rivelatore abbia una massa elevata, e sia dotato di un sistema di amplificazione molto sensibile. 
Data la debolezza del segnale, le sorgenti di possibili rumori di fondo devono essere ridotte quanto più possibile. Tra esse si annoverano i flussi di particelle prodotte dai raggi cosmici mentre urtano l'atmosfera terrestre e le particelle generate nel decadimento radioattivo di alcuni elementi della crosta terrestre. Per ridurre la quantità di raggi cosmici, i rilevatori devono essere circondati da una grande massa che li assorba, motivo per cui si trovano in profondità sotto terra o sott'acqua. Allo stesso modo, le radiazioni di decadimento vengono schermate mediante materiali isolanti.
Per produrre qualunque tipo di immagine, il rilevatore deve dare informazioni non solo sulla portata del flusso neutrinico, ma anche sulla sua direzione di moto. Sebbene esistano vari modi per rilevare i neutrini, la gran parte di essi non è però in grado di dare informazioni sulla direzione, mentre i pochi che vi riescono hanno delle risoluzioni molto basse, di circa 1º. Per migliorare la risoluzione, si rende necessario quindi l'utilizzo di strumenti di dimensioni ancora maggiori.

## Questioni scientifiche attuali legate all'astronomia dei neutrini
- Neutrini solari di bassa energia - I neutrini solari, che vengono in gran parte prodotti nel ciclo PP, sono stati misurati direttamente solo di recente, grazie all'esperimento Borexino[1] dei Laboratori Nazionali del Gran Sasso. Esiste inoltre un ciclo secondario di produzione di energia, il ciclo CNO, non ancora studiato sperimentalmente.

- Neutrini da supernova - I meccanismi che portano ad un collasso gravitazionale non sono ancora noti in modo affidabile e solo una futura osservazione di neutrini (di energie dell'ordine della decina di MeV) potrà permettere di sondarli in modo diretto.

- Neutrini di alta energia - Il rivelatore IceCube ha conclusivamente osservato una nuova popolazione di neutrini di altissima energia (dal TeV a qualche PeV), la cui origine, al momento (2016) è ignota. La gran parte degli eventi non proviene da direzioni preferenziali, fatto che ne suggerisce una origine extra-galattica. Una componente intorno al 20% intorno al piano galattico è compatibile con le osservazioni.

- Neutrini da sorgenti galattiche - I giovani resti di supernova sono considerati i principali candidati per spiegare l'accelerazione dei raggi cosmici galattici; l'osservazione dei neutrini di energia sopra il TeV da uno di essi (pur difficile) costituirebbe la prova regina di questa ipotesi. Tra le altre sorgenti ipotetiche potenzialmente osservabili ricordiamo il centro galattico e le regioni circostanti.

- Fondo cosmico di neutrini - è la componente neutrinica della radiazione cosmica di fondo, relitto del big bang, originatasi quando l'universo aveva appena due secondi di vita. Questi neutrini hanno in media un impulso circa 0.5 meV e la loro osservazione diretta costituisce uno dei maggiori problemi osservativi sul tappeto.

- Materia oscura calda - dal momento che gran parte dei neutrini proviene dai nuclei stellari e dalle esplosioni delle supernovae, essi possiedono al momento del loro rilascio una grande energia (anche in forma termica). Poiché i neutrini non instaurano interazioni elettromagnetiche con la materia, sono per definizione parte della materia oscura.

- Materia oscura fredda - secondo alcuni autori le particelle di materia oscura si accumulerebbero in vari siti astronomici (come la Terra, il Sole o il centro della Via Lattea) dando poi origine, tramite annichilazioni o decadimenti, a neutrini di alte energie potenzialmente osservabili. Secondo altri autori, le particelle ipotetiche che costituirebbero la materia oscura sarebbero proprio dei neutrini sterili, cioè neutrini dotati di massa, diversi da quelli al momento conosciuti.